# Stormfront
Stormfront é um fórum de internet nacionalista branco,supremacista branco e neo-nazista que foi considerado por vários escritores como o primeiro grande site de ódio racial da internet. O site foca-se em propagar nacionalismo branco, antissemitismo e islamofobia, como também antifeminismo, homofobia, transfobia, negacionismo do Holocausto e supremacia branca.
Stormfront começou como um site de BBS  no início de 1990, antes de ser estabelecido como uma página da web em 1996 pelo ex-líder da Ku Klux Klan e ativista nacionalista branco Don Black. Recebeu a atenção nacional nos Estados Unidos em 2000 depois de ser apresentado como o tema de um documentário, Hate.com. Stormfront tem sido o tema de várias controvérsias após ser removido pelos índices do Google franceses, alemães e italianos; por ter como alvo um questionário online da Fox News sobre segregação racial; e por ter candidatos políticos como membros. A sua proeminência cresceu desde os anos 90. atraindo atenção de organizações de vigilância que se opõem ao racismo e ao antissemitismo.
Em agosto de 2017, Stormfront ficou offline por mais de um mês quando o seu registrador acabou com o seu nome de domínio devido a queixas que o site promovia ódio e que alguns dos seus membros estavam ligados a homicídios. O Comité de Advogados por Direitos Civis Sob a Lei alegou crédito pela ação depois de defender o anfitrião da web do Stormfront, Network Solutions, para aplicar o seu acordo de Termos de Serviço, que proíbe os seus utilizadores de usar os seus serviços para incitar violência.

## História

### História inicial
Stormfront começou em 1990 como um BBS apoiando a campanha do nacionalista branco David Duke para senador dos Estados Unidos no Louisiana. O nome "Stormfront" foi escolhido pelas suas conotações de uma frente política ou militar (como a Sturmabteilung alemã nazi (também conhecida como storm troopers ou SA)) e uma analogia com a frente de ar que invoca a ideia de uma tempestade tumultuosa que acaba em purificação. O site do Stormfront está registado na Network Solutions desde 1995 e foi fundado em 1996 por Don Black, um ex-grão-mago do Ku Klux Klan nos anos 70 e um membro do Partido Nacional Socialista das Pessoas Brancas. Black recebeu o seu primeiro treino de computadores quando ele estava preso pelo seu papel na tentativa fracassada de 1981 de derrubar o governo de Dominica.
Embora o Stormfront se tenha tornado no primeiro site associado com supremacia branca, a sua fundação como um meio de ciberespaço privado para supremacia branca foi baseada no BBS online anterior Liberty Net. Liberty Net foi implementada em 1984 pelo Grande Dragão do Klan Louis Beam e protegido por quatro computadores protegidos por senhas que levou ao FBI dois anos para decriptar. O quadro de mensagens da Liberty Net, que só se podia acessar com um código, continha anúncios pessoais junto com material de recrutamento e informação sobre o movimento de poder branco. O sucesso da Liberty Net como uma plataforma de computador levou ao estabelecimento do Stormfront e a conversão posterior num site.
Até este ponto, tentativas em usar a Internet invés de bulletin boards tinham tido sucesso limitado para o movimento do orgulho branco, mas o Stormfront desenvolveu um público com o crescimento da Internet nos anos 90. Em 1999, quase 2,000 sites associados com supremacismo existiam, com o poder de recrutamento para alcançar milhões pelos Estados Unidos.

### Atenção nacional
O site recebeu atenção considerável nos Estados Unidos, dado isso, em 2009, tinha mais de 120,000 membros ativos.
O documentário especial televisivo da CBS/HBO Hate.com focou-se no crescimento de grupos de ódio online e incluiu a contribuição de Don Black, o fundador do Stormfront. Narrado por Morris Dees do Southern Poverty Law Center, incluía entrevistas com Black e o seu filho Derek Black como também entrevistas com outros grupos de nacionalismo branco e organizações. Black tinha participado na esperança de que a transmissão mostrasse mais simpatia para com o movimento nacionalista branco, mas Hate.com focou-se exclusivamente nas táticas dos grupos e não nas suas mágoas.

### Controvérsias
Em 2002, o Google cumpriu com a legislação francesa e alemã proibindo ligações para sites que hospedasse material supremacista branco, negacionista do Holocausto, ou revisionista histórico, removendo o site Stormfront dos seus índices franceses e alemães.
O Stormfront voltou para as notícias em maio de 2003, quando o apresentador do canal da Fox News Bill O'Reilly relatou um baile segregado racialmente em Georgia e postou um inquérito no seu site perguntando aos seus espetadores se eles mandariam os seus filhos a um. Na noite seguinte, O'Reilly anunciou que não ia anunciar os resultados do inquérito pois o Stormfront solicitou que os seus membros votassem no inquérito, distorcendo então os resultados.
Doug Hanks, um candidato para o conselho da cidade de Charlotte, Carolina do Norte, removeu a sua nomeação em agosto de 2005 depois de ser revelado que ele tinha publicado no Stormfront. Hank tinha publicado mais de 4,000 comentários em três anos, incluindo um no qual ele descreveu pessoas negras como "bestas rábidas". Hanks disse que as suas publicações foram feitas para ganharem a confiança dos utilizadores do Stormfront para o ajudar a escrever um romance. "Eu fiz o que eu achei que eu precisava de fazer para me estabelecer como um nacionalista branco credível."
Em 2012, a polícia italiana bloqueou o site e prendeu quatro pessoas por incitar ódio racial. A medida foi tomada depois da publicação de uma lista negra de "judeus proeminentes e pessoas que apoiam judeus e imigrantes" na secção italiana do site. A lista inclui possíveis alvos de ataques violentos, incluindo campos ciganos. No ano seguinte, em novembro de 2013, a polícia italiana invadiu as casas de 35 publicadores do Stormfront. Um homem que foi preso em Mântua tinha duas armas carregadas, um invólucro de uma granada de mão, e uma bandeira com uma Suástica na sua posse.
Segundo um estudo de 2014 de dois nos pelo Relatório de Inteligência do Southern Poverty Law Center, registou que os utilizadores do Stormfront tem sido desproporcionalmente responsáveis por alguns dos crimes de ódio e mortes em massa mais letais desde que o site foi lançado em 1995. Nos cinco anos que antecederam 2014, perto de 100 pessoas foram assassinadas por membros do Stormfront. Destes, 77 foram massacrados por um utilizador do Stormfront, Anders Behring Breivik, um terrorista norueguês que fez os atentados na Noruega em 2011.

### Perfil público e história posterior
O total de utilizadores registados está perto dos 300,000, um número bastante impressionante para um site dirigido por um ex-prisioneiro e um antigo líder do Klan do Alabama. E isso não inclui os milhares de visitantes que nunca se registam como utilizadores. No momento da publicação, Stormfront classifica-se como o 13,648º site mais popular da Internet, enquanto o site da NAACP, em comparação, classifica-se como o 32,640º. — The Year in Hate and Extremism, 2015
Num artigo de 2001 do USA Today, a jornalista Tara McKelvey chamou o Stormfront de "o site supremacista branco mais visitado na Net." O número de utilizadores registados no site passou de 5,000 em janeiro de 2002 para 52,566 em junho de 2005, nesse ano era o 338º maior fórum da internet, recebendo mais de 1,500 acessos cada dia da semana e classificando-se no top um por cento de sites da Internet em termos de uso. Em junho de 2008, o site atraia mais de 40,000 utilizadores únicos cada dia. Operar o site da sua sede em West Palm Beach, Flórida é o trabalho a tempo inteiro de Black, e ele foi ajudado pelo seu filho e 40 moderadores. O perfil público do site atraiu atenção de grupos como o Centro Simon Wiesenthal e a Liga Antidifamação. A Liga descreve Stormfront como tendo "servido como uma supermercado verdadeiro de ódio online, repondo as suas prateleiras com muitos formas de anti-semitismo e racismo."
Em 2006, o Southern Poverty Law Center reportou uma discussão no Stormfront na qual nacionalistas brancos eram encorajados a juntar-se ao exército dos Estados Unidos para aprender as habilidades necessárias para ganhar a guerra racial. A Campanha presidencial de Barack Obama em 2008 foi a causa de grande preocupação por parte de alguns membros do Stormfront: o site recebeu 2,000 novos membros no dia em que Obama foi eleito como presidente. e ficou temporariamente offline devido ao aumento de visitantes. Os publicadores do Stormfront viram Obama como representando uma nova era multicultural nos Estados Unidos trocando o "poder branco", e temendo que ele iria apoiar a imigração ilegal e ação afirmativa e que ele iria ajudar a fazer das pessoas brancas um grupo minoritário.
Durante as campanhas primárias nos Estados Unidos em 2008, o The New York Times anunciou por engano que o Stormfront tinha doado $500 para o candidato republicano Ron Paul; na verdade, foi o dono do site Don Black que contribuiu o dinheiro a Paul. Depois do tiroteio de abril de 2009, Richard Poplawski, um publicador do site, chamando-se de Preparado para o Destino, foi acusado de ambuscar e matar três polícias de Pittsburgh e tentar matar outros nove.
Durante a época da eleição de 2006, o fundador do site Don Black disse que o site estava a experienciar grandes picos em trânsito que correspondia às declarações controversas por Donald Trump, que é popular entre supremacistas brancos. Em resposta, Black melhorou os servidores do site.
O filho de Black, Derek, que era um participante no site à vário tempo, repudiou as crenças do seu pai e família e do site Stormfront. Durante os seus anos universitários, Derek Black começou a sentir que o nacionalismo branco não era apoiável. A sua história foi capturada no livro, "Erguendo Fora do Ódio" por Eli Saslow.
Em agosto de 2017, o nome de domínio do Stormfront foi apreendido pelo seu registrador por "mostrar bigotismo, discriminação ou ódio."
O site voltou ao ar a 29 de setembro de 2017. Em outubro de 2017, os serviços para manter o site online foram fornecidos por Tucows, Network Solutions, e Cloudflare.
O vilão neo-nazi Stormfront da série televisiva de 2019 da Amazon Prime The Boys é baseado no site.

## Conteúdo
Stormfront é um recurso para os homens e mulheres corajosos que lutam para preservar a sua cultura Branca Ocidental, ideais e liberdade de expressão e associação—um fórum para planear estratégias e formar grupos políticos e sociais para assegurar a vitória.

— declaração da missão do Stormfront
Stormfront é um site onde misticismo nazi e o culto de personalidade de Adolf Hitler são sustentados e o simbolismo nazista é usado e aceite. O site de Stormfront é organizado primariamente como um fórum de discussão com múltiplos sub-fóruns temáticos incluindo "Notícias", "Ideologia e Filosofia" ("Fundações para Nacionalismo Branco"), "Cultura e Costumes", "Teologia", "Citações", "Revisionismo", "Ciência, Tecnologia e Raça" ("Genética, eugenia, ciência racial e assuntos relacionados"), "Privacidade", "Autodefesa, Artes Marciais, e Preparação", "Lar", "Educação e Ensino em casa", "Juventude", e "Música e Entretenimento". Existem quadros para diferentes regiões geográficas, e uma secção aberta para convidados não registados.

### Serviços
O site do Stormfront acolhe ficheiros e ligações de um número de sites nacionalistas brancos e racistas brancas, um serviço de namoro online (para "apenas Gentios Brancos heterossexuais), e lista de correio eletrónico que permitem que a comunidade nacionalista branca discutir assuntos de interesse. Apresenta uma seleção de notícias atuais, um arquivo de histórias passadas, transmissão ao vivo do programa de rádio The Political Cesspool, e uma loja de mercadoria com literatura e música. Stormfront tem supostamente publicado histórias para crianças.
Um estudo de 2001 de recrutamento por grupos extremistas na Internet notou que o Stormfront na altura aproximou-se de oferecer a maior dos serviços padrão oferecidos por portais da web, incluindo um motor de pesquisa interna, hospedagem web, e ligações categorizadas, e faltando apenas um motor de pesquisa de Internet e a provisão de emails grátis para os seus membros (embora um serviço limitado de email esteja disponível no preço de $30 mensais).

### Design
Proeminentemente destacado na página inicial está uma Cruz celta rodeada pelas palavras "orgulho branco por todo o mundo." Stormfront afirma que não encoraja insultos raciais, e proíbe ameaças violentas e descrições de qualquer coisa ilegal. Outros afirmam que ódio flagrante e chamadas para violências são só afastadas da página principal.
O site usa a fonte franktur, que era a fonte predileta do Partido nazi quando emergiu no início da década de 1920. Documentos nazi oficias e cabeçalhos utilizavam esta fonte, e a capa do Mein Kampf de Adolf Hitler usava uma versão escrita à mão da fonte.

## Propósito e apelo
Don Black tem tentado desde há muito tempo aumentar o apelo convencional à supremacia branca. Black estabeleceu Stormfront para elevar a consciência da discriminação percetível anti-branca e as ações prejudiciais do governo para com as pessoas brancas, e para criar uma comunidade virtual de extremistas brancos. Black é o dono dos servidores do site, então ele não depende dos fornecedores de hospedagem do site.
A organização de Black inculcou orgulho branco suficiente para fazer as "suas aspirações mundiais terem significado e socialmente significantes." O moderador do site Jamie Kelso era alegadamente "a real força motivadora por detrás da construção da comunidade entre os membros do Stormfront" devido à sua energia e entusiasmo em organizar eventos na vida real. Black posiciona o site como uma comunidade com um propósito explícito de "defender a raça branca", o que ajudou a sustentar a comunidade pois atraiu pessoas brancas que se definem em oposição a minorias étnicas, particularmente judeus.
Stormfront estabeleceu o MartinLutherKing.org para desacreditar Martin Luther King Jr. Num estudo de 2001 de grupos nacionalistas brancos incluem Stormfront, os académicos Beverly Ray e George E. Marsh II comentaram "Como os nazis antes deles, eles dependem de uma mistura de ciência, ignorância, e mitologia para sustentar os seus argumentos".

### Ideologia
Stormfront apresenta-se como estando envolvido numa luta para unidade, cultura identificadora, discurso e associação livre como as suas preocupações centrais, embora membros do Stormfront sejam especialmente fervorosos por puridade racial. Ele promove uma mentalidade de lobo só, que o liga com o trabalho influente do teórico nacionalista branco Louis Beam sobre resistência sem líder e oferece uma avaliação simpática de Benjamin Nathaniel Smith, um supremacista branco que cometeu suicídio depois uma matança racialmente motivada em julho de 1999. Violet Jones afirma que o Stormfront credita a sua missão como "o mito fundador de uma América criada, construída, e ideologicamente fundamentada pelos descendentes de europeus brancos." Don Black tem especificamente comparado as suas opiniões com as dos Pais Fundadores, que ele afirma "não acreditar que um preto integrado e uma sociedade branca sejam possíveis na América." Quando interrogado em 2008 por um entrevistador do jornal italiano La Repubblica se o Stormfront era a versão do século 21 do Ku Klux Klan sem a iconografia, Black respondeu afirmativamente, embora ele tenha notado que ele nunca diria isso a um jornalista americano. Além da sua promoção de antissemitismo e negação do Holocausto, o Stormfront tem se tornado mais ativo na propagação de islamofobia.